# Yoann Court
Yoann Court (Carpentras, 14 de enero de 1990) es un futbolista francés que juega de delantero en el F. K. IMT de la Superliga de Serbia.

## Trayectoria
Court comenzó su carrera como sénior en el C. S. Sedan, con el que jugó en la Ligue 2 entre los años 2010 y 2013. 
En verano de 2013 ficha por el E. S. Troyes A. C. con el que logró el ascenso a la Ligue 1 en 2015. En la temporada 2015-16 disputó 25 partidos en la máxima categoría francesa.
En 2016 dejó el Troyes para fichar por el Gazélec Ajaccio de la Ligue 2, pasando un año después por el F. C. Bourg-Péronnas, en calidad de cedido, de la misma categoría. En 2018 fichó por el Stade Brestois, logrando el ascenso a la Ligue 1 esa misma temporada, siendo uno de los jugadores más destacados del club bretón durante el año.
En la Ligue 1 2019-20 el Stade Brestois se convirtió en la revelación de la primera vuelta y él consiguió establecerse entre los máximos asistentes de la competición.
El 18 de septiembre de 2020 firmó por dos años con el S. M. Caen.

## Selección nacional
Fue internacional sub-20 con la selección de fútbol de Francia.

## Clubes
| Club                          | País    | Año       |
| ----------------------------- | ------- | --------- |
| Olympique Lyonnais II         | Francia | 2008-2010 |
| C. S. Sedan                   | Francia | 2010-2013 |
| E. S. Troyes A. C.            | Francia | 2013-2016 |
| Gazélec Ajaccio               | Francia | 2016-2018 |
| F. C. Bourg-Péronnas (cedido) | Francia | 2017-2018 |
| Stade Brestois                | Francia | 2018-2020 |
| S. M. Caen                    | Francia | 2020-2024 |
| F. K. IMT                     | Serbia  | 2024-     |